# 17 век
17 век започва на 1 януари 1601 г. и свършва на 31 декември 1700 г.

## Събития
- 1607 – основаване на Джеймстаун – първата английска колония в Новия Свят
- 1613 – Избиране на Михаил Романов за руски цар
- 1618 – 1648 – Тридесетгодишна война
- 1626 – завършено е изграждането на църквата Свети Петър
- 1642 – 1649 – Английска революция
- 1648 – 1652 – Фронда във Франция
- 1648 – 1657 – Националноосвободителна война на украинския народ
- 1686 – Второ търновско въстание
- 1688 – Славна революция в Англия, установяване на конституционна монархия
- 1688 – Чипровско въстание
- 1689 – Карпошово въстание

## Личности
- 1616 – умира Шекспир
- 1654 – 1661 – Кьопрюлю Мехмед паша, велик везир на Османската империя
- Страхил войвода